# (18281) Трос
(18281) Трос (лат. Tros, др.-греч. Τρώς) — троянский астероид Юпитера, двигающийся в точке Лагранжа L5, в 60° позади планеты. Астероид был открыт 16 октября 1977 года голландскими астрономами К. Й. ван Хаутеном, И. ван Хаутен-Груневельд и Томом Герельсом в Паломарской обсерватории и назван в честь Троса, одного из основателей Трои.

Орбита астероида Трос и его положение в Солнечной системе